# Рагімов Садиг Гаджияр Алі-огли
Садиг Гаджияр Алі-огли Рагімов (14 вересня 1914, поселення Балахани, тепер у складі міста Баку, Азербайджан — 11 червня 1975, місто Баку, тепер Азербайджан) — радянський та азербайджанський політичний і державний діяч, голова Ради міністрів Азербайджанської РСР у 1954—1958 роках. Депутат Верховної Ради Азербайджанської РСР. Депутат Верховної Ради СРСР 4—5-го скликань. Член ЦК КПРС у 1956—1961 роках.

## Біографія
Садиг Рагімов народився в родині робітника-нафтовика. Закінчив школу в селищі Балахани. У 1932 році закінчив Бакинський нафтовий технікум імені Лассаля.
У 1932 році працював на Бакинському машинобудівному заводі імені С. М. Кірова техніком-механіком. З 1932 року на Бакинській взуттєвій фабриці № 2: технік-механік (1932—1934), начальник механічного цеху (1934—1936).
Одночасно з 1932 року навчався на машинобудівному факультеті Азербайджанського індустріального інституту імені Азізбекова (у 1936—1937 студент-дипломник).
Заступник головного механіка (1937—1938), головний механік (1938—1939), директор (травень — листопад 1939) Бакинської взуттєвої фабрики № 2.
Член ВКП(б) з 1939 року.
У 1939—1941 роках — слухач Вищої партійної школи при ЦК ВКП(б).
У 1941 — серпні 1942 року служив у Червоній армії, учасник німецько-радянської війни — начальник політичного відділу 160-ї дивізії. Демобілізований через поранення.
У 1942—1946 роках — заступник народного комісара (міністра), а у 1946—1949 роках — міністр текстильної промисловості Азербайджанської РСР. У 1949—1952 роках — міністр легкої промисловості Азербайджанської РСР.
У травні 1952 — квітні 1953 року — голова виконавчого комітету Гянджинської обласної ради депутатів трудящих.
У квітні — жовтні 1953 року — міністр комунального господарства та житлово-комунального будівництва Азербайджанської РСР, а у жовтні 1953 — лютому 1954 року — міністр промисловості товарів широкого вжитку Азербайджанської РСР.
З 1 березня 1954 року по 8 липня 1958 року — голова Ради міністрів Азербайджанської РСР. У травні 1957 — липні 1958 року входив до складу Ради Міністрів СРСР.
У 1958—1961 роках — голова Державного комітету Ради міністрів Азербайджанської РСР із нагляду за безпечним проведенням робіт у промисловості та гірничого нагляду.
З 1961 по жовтень 1965 року — начальник Головбакбуду.
20 жовтня 1965 — 11 червня 1975 року — міністр легкої промисловості Азербайджанської РСР.
Помер Садиг Рагімов 11 червня 1975 у Баку. Похований в Баку на Алеї почесного поховання.

## Звання
- старший батальйонний комісар
- підполковник

## Нагороди і відзнаки
- орден Леніна
- орден Червоного Прапора (24.01.1943)
- орден Трудового Червоного Прапора (25.08.1971)
- орден «Знак Пошани» (25.02.1946)
- медаль «За оборону Москви»
- медаль «За оборону Кавказу»
- медаль «За перемогу над Німеччиною у Великій Вітчизняній війні 1941—1945 рр.»
- медаль «За доблесну працю у Великій Вітчизняній війні 1941—1945 рр.»
- медалі